# Северна морска котка
Северните морски котки (Callorhinus ursinus), наричани също северни морски мечки, са вид морски бозайници от семейство Ушати тюлени (Otariidae).

## Разпространение
Разпространени са по северното крайбрежие на Тихия океан, Охотско и Берингово море, от Япония до полуостров Долна Калифорния.